# Cerámica quiota

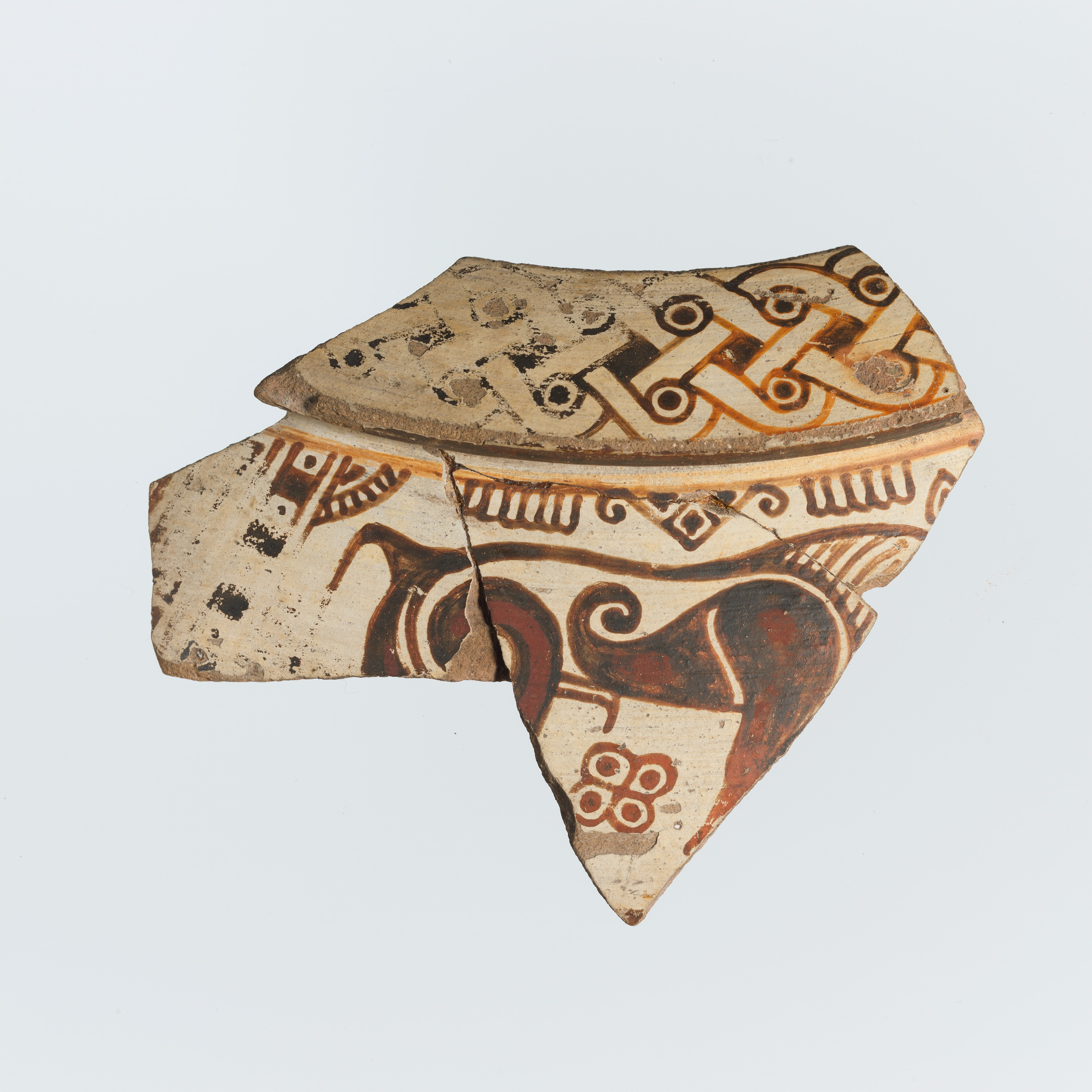
Fragmento de un dinos con la representación de un toro; ca. 600 a. C. ., Museo Metropolitano de Arte (55.71.8).

La cerámica quiota es una clase de cerámica greco-oriental orientalizante y arcaica producida en la isla de Quíos; su independencia estilística de la producción jónica septentrional, ya visible en el período geométrico tardío, permite su estudio como un grupo separado.
La arcilla es arenosa y da lugar a una terracota marrón que tiende al rosa; la pintura es marrón oscuro a veces con matices de oliva. La cerámica de Quíoso es fácilmente reconocible por la blancura de la barbotina y por su presencia debajo de la pintura negra que cubre la parte interior de los vasos de forma abierta, especialmente el cáliz, que es la forma más utilizada y extendida. El interior de estos jarrones, después de finales del siglo VII a. C., recibe una típica sobrepintura con bandas ornamentales en blanco y púrpura.
El cáliz se desarrolla a partir de la copa subgeométrica por transformación del pie y el labio. Los primeros ejemplares tienen el labio de altura moderada, el cuenco claramente diferenciado y el pie bajo. En el siglo VI a. C. el labio, en el que se encuentra la decoración principal, se hace más alto, como el pie, y la transición entre el labio y el cuenco se hace menos marcada. Se siguió produciendo, en una versión de menor calidad, hasta los siglos IV y III a. C. 
Las exportaciones de cerámica quiota están atestiguadas en un radio mayor que las de otras cerámicas griegas y orientales. Son numerosos los hallazgos en Náucratis y Egina, en Eritras (en el continente frente a Quíos), Pitane, Clazomene y Esmirna. También hay imitaciones frecuentes, como las que se dan en Eritrea y Tasos.

## Fase del estilo de la cabra salvaje

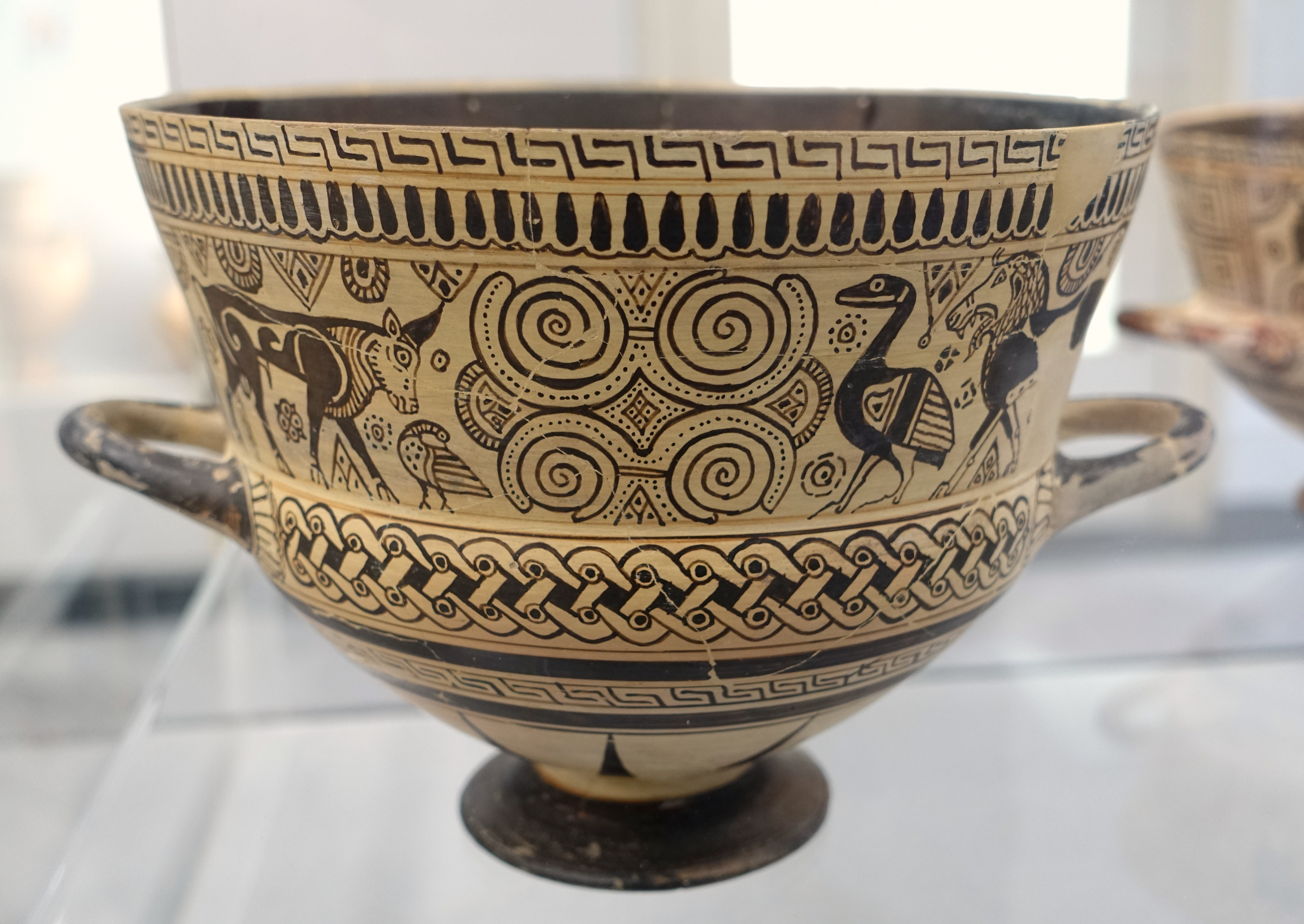
Copa, 600 a. C., expuesta en el Museo von Wagner de Würzburg.

Los ejemplares decorados según el extendido estilo de la cabra salvaje (Wild Goat Style), que ciertamente se remonta a antes de la fase II del período medio, son escasos. En Quíos lo subgeométrico estaba todavía presente en el tercer cuarto del siglo VII a. C. , cuando fue sustituido por el medio II del estilo cabra salvaje procedente del sur de Jonia: los cálices encontrados en Cerveteri y conservados en el Museo Martin von Wagner de Würzburg son dos ejemplos bien conservados. En esta primera fase no hay todavía el morado añadido, ni las decoraciones sobrepintadas en el interior. Las formas más comunes en el estilo de la cabra salvaje de Quíos parecen ser, además del cáliz, los dinos, la copa, el plato y la jarra; algunas formas tienen cabezas femeninas añadidas principalmente en las asas, una práctica que continuará en el estilo de las figuras negras.
El estilo de la cabra salvaje continuó en el siglo VI a. C. dividida en dos grupos: el "estilo cáliz animal", que reúne a los animales en una banda continua alrededor del labio, entre una abundante decoración de relleno que invade también el interior del vaso (primer cuarto del siglo VI a. C.), y el "estilo cáliz" que prefiere figuras individuales, a veces incluso humanas, en campos vacíos y con una decoración secundaria más ligera (entre el primer cuarto y mediados del siglo VI a. C., algo más tarde que el grupo descrito anteriormente). Otras formas además del típico cáliz reciben este tipo de decoración: fíalas, cántaros, platos, enócoes, hidrias, aunque son menos frecuentes.

## Figuras negras
A principios del siglo VI a. C., los ceramistas de Quíos introdujeron las figuras negras, creando grupos de cerámica que se pueden identificar según algunos temas frecuentes: la banda con esfinges o leones agachados ("Grupo de esfinges y leones"), o el Grupo Comasta. La decoración típica del "grupo de esfinges y leones" consiste en un friso, en la pared exterior, con pequeños animales de la misma especie y en la misma posición. El adorno de relleno consiste en rosetas corintias y medias rosetas; el púrpura se utiliza abundantemente junto con las incisiones. A menudo en la base hay una banda con flores de loto y brotes alternos. Entre las formas del grupo son frecuentes la píxide, el plato con pie alto o sin él, el enócoe y la copa, mientras que el cáliz es muy raro. El cáliz es, en cambio, la forma predominante en el Grupo Comasta, datado entre 570 y 540 a. C.., que tiene la parte interior pintada de negro y sobrepintada con flores de loto y rosetas en púrpura y blanco. En general, estas obras no están muy bien cuidadas, pero algunos ejemplos con figuras humanas más grandes indican la existencia en Quíos de artistas capaces e interesados en la técnica de las figurad negras.
El estilo grandioso
Este grupo, conocido a través de unos pocos fragmentos y casi todos de Náucratis, pertenece al segundo cuarto del siglo VI a. C. Aquí los temas incluyen elaboradas composiciones de batallas, carreras de caballos, bailarines, procesiones y escenas mitológicas. El estilo se caracteriza por una policromía viva, cuyo paralelo más cercano es la cerámica corintia, pero la decoración de relleno procede de modelos locales (la fase Animal Chalice) y algunos rostros masculinos son similares al estilo de la cabra salvaje del período medio. La cubierta blanquecina es el fondo de la pintura marrón que tiende al negro, o al marrón dorado si se usa en los detalles; hay sobrepinturas en blanco y púrpura y el amarillo se usa en algunos casos para la carne masculina. La forma a la que se aplica este estilo es casi exclusivamente el cáliz.